# Ralph Alger Bagnold
Ralph Alger Bagnold (3 de abril de 1896 (128 anos) – 28 de maio de 1990) foi um militar, explorador e geólogo britânico.
Durante a Segunda Guerra Mundial, Bagnold foi o fundador e o primeiro comandante de um agrupamento militar de deserto ("Long Range Desert Group"), organizado pelo Exército Britânico, para efetuar invasões atrás das linhas inimigas através do deserto da Líbia.
É conhecido pelo pioneirismo na exploração de desertos, incluindo a primeira travessia  leste-oeste registrada pelo deserto Líbio em 1932. Pesquisou e publicou em 1941 um livro sobre o transporte da areia pelo vento, formação e movimentação das dunas, que ainda é uma referência sobre o assunto. Este trabalho  foi usado pela NASA para estudar as dunas de areia de Marte. Também foi um especialista sobre a física da movimentação de sedimentos pela água.
É creditado a ele o desenvolvimento de uma bússola solar que não é afetada pelos grandes depósitos de minérios de ferro encontrados no deserto ou pelos veículos metálicos próximos,  como ocorre com a bússola magnética. 
Tornou-se membro da Royal Society em 1944. Foi laureado com o Prêmio G. K. Warren pela  "Academia Nacional de Ciências dos Estados Unidos" em 1969, com a Medalha Penrose de 1970 pela Sociedade Geológica dos Estados Unidos e com Medalha Wollaston de 1971 pela Sociedade Geológica de Londres.

## Obras
- "Lybian sands, travel in a dead world", 1935.
- "The Physics of Blown Sand and Desert Dunes", 1941.